# Relaciones geográficas de Indias
Las Relaciones Geográficas, o Relaciones Geográficas de Indias, son una serie de cuestionarios detallados distribuidos en las tierras del rey Felipe II de España en el virreinato de Nueva España siguiendo instrucciones expresas del rey entre 1579 a 1585. Esta acción fue una respuesta directa a las reformas impuestas mediante las Ordenanzas. Estos cuestionarios poseen más de cincuenta preguntas que pedían información sobre diversos aspectos de la vida colonial en cada región o poblado importante, para permitir gobernarla en forma efectiva. Por lo tanto estos cuestionarios tenían una finalidad fundamentalmente administrativa y funcional más que de intelectual. A menudo se considera que estos cuestionarios fueron el primer estudio estadístico del Nuevo Mundo ya que los mismos intentaron recopilar información sobre terrenos, personas y rutas comerciales. El valor de estos cuestionarios crece con el pasar del tiempo ya que estos registros poseen información de primera mano.

## Propósito
Estos extensos cuestionarios han provisto una muy valiosa y diversa información sobre los grupos étnicos del siglo XVI en Mesoamérica. Los cuestionarios incluían preguntas relativas a la política, impuestos abonados, el medio ambiente natural y los recursos, la historia de la población, patrones de asentamiento, el idioma, mercados y comercio, historia nativa y costumbres, mapas, y el progreso del programa de “misiones”. Estos mapas fueron creados por aborígenes, marineros, oficiales locales, y otros individuos en Nueva España. Algunos de estos mapas fueron solicitados a menudo por artistas y han sido relacionados con las pinturas Casta de esta época.

## Resultados
Los cuestionarios completados fueron remitidos al rey Felipe II de España y permitieron que la monarquía española tuviera un mejor control sobre las personas y las políticas en Nueva España. Sin embargo, en la actualidad no todos las relaciones de las diversas regiones se conservan, ya que con el tiempo algunos cuestionarios se han extraviado. Además del texto se les pidió a todas las personas encargadas de responder que enviaran un mapa o material complementario que ayudará a entender la situación. Dicho material  muestra los sesgos culturales de sus productores y presentan las problemáticas propias de dicha época. Sin embargo, este proceso científico de recolección de datos y estadísticas permitió construir un puente entre los dos continentes. En la actualidad, muchas versiones manuscritas de estos cuestionarios se encuentran en cuatro sitios diferentes: el Archivo General de Indias en Sevilla, la Real Academia de la Historia en Madrid, la Biblioteca Benson en la Universidad de Texas en Austin, y la Biblioteca de la Universidad de Glasgow.